# I punti nella dieta zona
Tra i metodi di applicazione, nella pratica alimentare quotidiana, delle teorie del famoso metodo alimentare Zona, ideato da Barry Sears all'inizio degli anni '90, figura il sistema detto a punti.

## Differenza fra modelli
Accanto ai tradizionali e più noti sistemi ad occhio e dei blocchi , il metodo a punti, ultimo concepito dal biochimico americano, compare nel 2005 nell'opera The Anti Inflammation Zone, pubblicata in Italia l'anno successivo col titolo: Prevenire con la Zona.
La differenza sostanziale tra i primi due strumenti applicativi e quello dei punti sta nelle finalità. Mentre il bilanciamento tra i tre macronutrienti (carboidrati, proteine e grassi) è l'obiettivo ultimo delle precise proporzioni e quantità che stanno dietro al concetto di  blocco di macronutrienti (così come succede, seppur in maniera meno rigorosa, nel metodo a occhio); la limitazione del carico glicemico complessivo di un pasto è invece lo scopo dei punti della zona.
Per carico glicemico si intende la velocità di ingresso nel torrente ematico del glucosio a fronte della quantità dei carboidrati assunti durante un pasto o uno spuntino.

## Dettagli
In ultima analisi, perciò, si può affermare che l'invenzione dei punti altro non è che la formulazione schematica, in forma prescrittiva (in un pasto non si possono superare i 15 punti per una donna e i 20 punti per un uomo), di quella raccomandazione che è uno degli elementi qualificanti del sistema Zona: moderare il consumo dei carboidrati ad alto indice glicemico e privilegiare, al contrario, quelli a basso e medio indice di velocità di rilascio del glucosio, come frutta e verdura.   Per entrare brevissimamente nel dettaglio di questo strumento, affidato unicamente ad una tabella (non accuratissima) pubblicata in appendice all'opera sopra citata, non resta che citare qualche elemento, a campione, per indicarne l'utilizzo di massima:
- 100 gr. cotti di pasta (1/2 tazza) = 14 punti
- 1 fetta media di pane = 14 punti
- 350 gr  cotti circa di broccoli (4 tazze) = 3 punti
- 1 mela medio-grande = 10 punti

Ne consegue, secondo le indicazioni di Sears, che un pasto per essere considerato entro i confini della Zona, non solo dovrà rispettare la proporzione 40-30-30 (% di Kcalorie) tra i macronutrienti, ma essere anche al di sotto di una certa quota di punti; cioè, in buona sostanza, al di sotto di una certa quota di carico glicemico.